# Luzinay
Luzinay település Franciaországban, Isère megyében. Lakosainak száma 2438 fő (2022. január 1.). Luzinay Chaponnay, Saint-Just-Chaleyssin, Septème, Serpaize és Villette-de-Vienne községekkel határos.

## Népesség
A település népességének változása:
| Lakosok száma | 683  | 1225 | 1568 | 2177 | 2153 | 2264 | 2302 | 2314 | 2355 | 2438 |
|               | 1968 | 1982 | 1990 | 2006 | 2013 | 2015 | 2017 | 2019 | 2020 | 2022 |